# عشاري فانادات الصوديوم
عشاري فانادات الصوديوم هو مركب لاعضوي صيغته Na6[V10O28]، ويوجد على هيئة صلب برتقالي. درس هذا المركب لأول مرة سنة 1956.

## التحضير
يحضر هذا المركب من تحميض محلول مائي من مركب أورثو فانادات مثل أورثو فانادات الصوديوم:
{\displaystyle {\ce {10 Na3[VO4] + 24 HOAc -> Na6[V10O28] + 12 H2O + 24 NaOAc}}}

## الخواص
يوجد المركب في الشروط القياسية على هيئة صلب برتقالي اللون. يتألف أيون عشاري الفانادات بنيوياً من عشرة ثمانيات سطوح من وحدة VO6، وهي ذات تناظر بنيوي من النمط D2h.